# Vassilievski (Krasnodar)
|  | Per a altres significats, vegeu «Vassilievski». |

Vassilievski - Васильевский (rus) - és un poble (un khútor) del krai de Krasnodar, a Rússia. És a 1,5 km al sud del riu Kuban, a 38 km al nord-est d'Abinsk i a 39 km a l'oest de Krasnodar. Pertany a la stanitsa de Fiódorovskaia.